# أولاد سيدي مسعود
أولاد سيدي مسعود هو دُوَّار يقع بجماعة سيدي حجاج واد حصار، إقليم مديونة، جهة الدار البيضاء سطات في المملكة المغربية. ينتمي الدوّار لمشيخة أولاد سيدي مسعود التي تضم 4 دواوير. يقدر عدد سكانه بـ 8016 نسمة حسب الإحصاء الرسمي للسكان والسكنى لسنة 2004.

## روابط خارجية
- البوابة الوطنية للجماعات الترابية
- المندوبية السامية للتخطيط